# Pseudomicrodes rufigrisea
Pseudomicrodes rufigrisea là một loài bướm đêm trong họ Noctuidae.